# Lijst van voetbalinterlands Armenië - Kroatië (vrouwen)
Deze lijst van voetbalinterlands is een overzicht van alle officiële voetbalwedstrijden tussen de nationale vrouwenteams van Armenië en Kroatië. De landen hebben tot nu toe één keer tegen elkaar gespeeld.

## Wedstrijden
| № | Plaats   | Datum           | Competitie        | Wedstrijd         | Uitslag |
| - | -------- | --------------- | ----------------- | ----------------- | ------- |
| 1 | Strumica | 6 november 2007 | Vriendschappelijk | Armenië − Kroatië | 0 − 4   |

## Samenvatting
| Competitie        | Totaal gespeeld | Winst Armenië | Gelijk | Winst Kroatië | Doelsaldo Armenië – Kroatië |
| ----------------- | --------------- | ------------- | ------ | ------------- | --------------------------- |
| Vriendschappelijk | 1               | 0             | 0      | 1             | 0 − 4                       |
| Totaal            | 1               | 0             | 0      | 1             | 0 − 4                       |